# Otto Malmmose
Otto Malmmose (født 28. januar 1921 i Faaborg, død 1. februar 2009 sammesteds) var en dansk bankdirektør og politiker.
Otto Malmmose voksede op i Faaborg og blev efter endt skolegang i 1938 ansat som såkaldt pen- og blækhusmedarbejder i Sydfyns Discontobank, hvor han samme år fik en elevstilling. I 1942 var han udlært som bankassistent, i 1944 tog han til København og fik ansættelse i et vekselererfirma og vendte to år senere tilbage til Faaborg, fordi han fik tilbudt et job som fuldmægtig i banken. Her avancerede han hurtigt og var i 25 år fra 1963 til sin pensionering i foråret 1988 administrerende direktør. Da han begyndte som elev, havde banken en halv snes medarbejdere og en balance på fire mio. kr. og i hans sidste år som chef over 100 medarbejdere og en balance på 1,3 milliarder kroner. Malmmose var desuden 1978-81 formand for Provinsbankforeningen og medlem af bestyrelserne for Den Danske Bankforening og Provinsbankernes Reallånefond. I 1992 opgik banken i Aktivbanken, som siden 1994 har været en del af Sydbank.
Derudover var Malmmose politiker for Venstre. Han var medlem af landsledelsen af Venstres Ungdom og blev senere formand for Det fynske Venstre. Han var gennem flere år folketingskandidat i Svendborgkredsen uden at blive valgt. I perioden 1960-1974 var han medlem af Faaborg Byråd og i sin sidste valgperiode, 1970-74, var han desuden viceborgmester.
I 1973 udkom bogen Magtspillet i provinsbyen, hvori forfatterne blandt andet konkluderede, at Otto Malmmose sammen med slagteridirektør Marius Jacobsen (som sad i bankens repræsentantskab) og borgmester Alf Toftager (K) stort set delte magten i Faaborg Kommune mellem sig. Baggrunden for bogen var, at Flemming Seiersen 1. juni 1970 var tiltrådt som redaktør på venstreavisen Faaborg Avis, hvor han bl.a. afslørede, at byens store industrivirksomheder, især slagteriet, ledte hundredtusindvis af tons urenset spildevand direkte ud i fjorden. På grund af denne journalistik blev Seiersen 8. januar 1972 fyret som redaktør af formand for bestyrelsen, advokat Hans Hviid. Hviid var i øvrigt også bankens advokat og sad i Rotary sammen med Otto Malmmose.
Otto Malmmose døde i 2009, 88 år.